# Акташи
Акта́ши (чув. Акташ) — деревня в Красночетайском районе Чувашской Республики. Входит в состав Староатайского сельского поселения.

## География
Находится в северо-западной части Чувашии на расстоянии приблизительно 18 км на восток-северо-восток от районного центра села Красные Четаи.

## История
Известна с 1859 года, когда здесь было 11 дворов и 44 жителя. В 1906 году было учтено 11 дворов и 46 жителей, в 1926 — 28 дворов, 141 житель, в 1939—165 жителей, в 1979—126. В 2002 году было 34 двора, в 2010 — 21 домохозяйство. В 1931 году был образован колхоз «Большевик», в 2010 действовал колхоз «Свобода».

## Население
Постоянное население составляло 94 человека (чуваши 100 %) в 2002 году, 49 в 2010.